# Каспар Бернхард II фон Рехберг
Каспар Бернхард II фон Рехберг (на немски: Graf Kaspar Bernhard II von Rechberg;* 1588; † 8 ноември 1651) е благородник от швабски род „Рехберг“, имперски фрайхер на Рехберг, господар на Илерайхен (до Алтенщат на Илер в Швабия, Бавария), императорски съветник и кемерер, от 1626 г. имперски граф на Хоенрехберг (при Швебиш Гмюнд) и Айхен.

## Биография
Той е на-малкият син на фрайхер Каспар Бернхард I фон Рехберг († 1605) и първата му съпруга Йохана фон Волмерсхаузен († 1588), дъщеря на Филип фон Волмерсхаузен и Осана фон Нойхаузен. Внук е на Йохан (Ханс) III фон Рехберг († 1574) и Маргарета Анна фон Рехберг († 1572), дъщеря на Еркингер фон Рехберг († 1525/1527). Брат е на фрайхер Йохан Вилхелм фон Рехберг-Донсдорф († 1614) и Хайнрих (Ханс) Филип († 1611).
Каспар Бернхард II фон Рехберг е издигнат на имперски граф на 22 юни 1626 г. във Виена. Хоенрехберг става господство на 29 декември 1627 г. Той умира на 63 години на 8 ноември 1651 г.
Внучката му Мария Анна (1661 – 1738) е наследничка на Илерайхен, омъжена през 1677 г. за граф Максимилиан Вилхелм фон Лимбург-Щирум-Гемен (1653 – 1728), син на граф Адолф Ернст фон Лимбург-Щирум († 1657).

## Фамилия
Първи брак: на 20 ноември 1616 г. с Мария Хелена фон Райтенау († 1624/1630), дъщеря на Якоб Ханибал фон Райтенау. Те имат девет деца:
- Каспар Бернхард
- Мария Доротея
- Анна Мария
- Франц Георг
- Августин Доминик
- Максимилиана София (* 25 април 1618; †?)
- Бернхард Ханибал (* 10 май 1620; †?)
- Франциска Ернестина (* 17 май 1621; †?)
- Мария Франциска, монахиня в Дизенхофен

Втори брак: ок. 1630 г. с фрайин Доротея Йозефа фон Кьонигсег (* 1603; † ок. 6 август 1634), дъщеря на фрайхер Йохан Георг фон Кьонигсег-Аулендорф († убит 1622) и Кунигунда фон Валдбург-Цайл-Волфег († 1604). Те имат шест деца:
- Ханс IV фон Рехберг (* 5 юни 1631; † 1 юни 1676, Илерайхен), граф на Рехберг, Хоенрехберг и Айхен, господар на Илерайхен, императорски кемемрер, женен на 7 август 1650 г. в Емерих за графиня Елизабет Катарина ван ден Бергх (* 11 февруари 1632; † 20 юли 1681, Илерайхен, Швабия), дъщеря на граф Хендрик/Хайнрих ван Берг-'с-Хееренберг, маркиз ан Берген-оп-Цоом (1573 – 1638) и Хиронима Катарина фон Шпаур-Флавон; дъщеря му
  - Мария Анна (1661 – 1738) е наследничка на Илерайхен, омъжена 1677 г. за граф Максимилиан Вилхелм фон Лимбург-Щирум-Гемен (1653 – 1728)[2]
- Мария Йохана (* 1633; † 19 октомври 1689, Щетенфелс, погребана в Некарзулм), омъжена в Именщат на 11 февруари 1657 г. за граф Кристоф Рудолф Фугер фон Кирхберг-Вайсенхорн-Гльот, Кирххайм-Вайсенбург-Щетенфелс (* 8 февруари 1615; † 5 ноември 1673, Гльот)
- Каспар Бернхард
- Доротея († 25 април 1688), монахиня в Бухау

Трети брак: на 1 октомври 1642 г. в Хоенрехберг за вилд-и Райнграфиня Анна Амалия фон Залм-Кирбург-Мьорхинген (* 1604; † 1676), вдовица на фрайхер Михаел фон Фрайберг-Юстинген-Йофинген († 1641), дъщеря на вилд-и Рейнграф Йохан IX фон Кирбург-Мьорхинген (1575 – 1623) и Анна Катарина фон Крихинген († 1638). Бракът е бездетен.
Анна Амалия фон Кирбург-Мьорхинген се омъжва трети път ок. 1653 г. за граф Хуго фон Кьонигсег-Ротенфелс (* 26 февруари 1596; † 10 септември 1666).
Четвърти брак или има връзка: през 1637 г. с Анна Амалия фон Крихинген († 1676), наследничка на Пютлинген, вдовица на граф Йохан Фридрих фон Еберщайн (* 10 януари 1611; † 5 февруари 1647), дъщеря на граф Петер Ернст II фон Крихинген († 1633) и графиня Анна Сибила фон Насау-Вайлбург (1575 – 1643). Бракът е бездетен.